# Rally de Ferrol de 2012
El Rally de Ferrol de 2012 fue la 43.ª edición del rally y la quinta ronda de la temporada 2012 del Campeonato de España de Rally. Se celebró entre el 25 de agosto y el 26 de agosto y contó con un itinerario de ocho tramos sobre asfalto.

## Itinerario
| Día   | Tramo | Nombre                          | Distancia | Ganador        | Líder          |
| ----- | ----- | ------------------------------- | --------- | -------------- | -------------- |
| Día 1 | TC1   | San Sadurniño-As Somozas        | 14,42 km  | Sergio Vallejo | Sergio Vallejo |
| Día 1 | TC2   | As Somozas-As Pontes-Ortigueira | 27,85 km  | Sergio Vallejo | Sergio Vallejo |
| Día 1 | TC3   | San Sadurniño-As Somozas        | 14,42 km  | Alberto Hevia  | Alberto Hevia  |
| Día 1 | TC4   | As Somozas-As Pontes-Ortigueira | 27,85 km  | Alberto Hevia  | Alberto Hevia  |
| Día 1 | TC5   | Ferrol-Fimo                     | 1,74 km   | Alberto Hevia  | Alberto Hevia  |
| Día 2 | TC6   | Vilarmaior-Monfero-Irixoa       | 24,61 km  | Alberto Hevia  | Alberto Hevia  |
| Día 2 | TC7   | Monfero-Monfero                 | 19,90 km  | Alberto Hevia  | Alberto Hevia  |
| Día 2 | TC8   | Doroña-Monfero-Irixoa           | 23,25 km  | Sergio Vallejo | Alberto Hevia  |

## Clasificación final
| Pos. | Piloto                | Copiloto          | Automóvil               | Tiempo    | Diferencia |
| ---- | --------------------- | ----------------- | ----------------------- | --------- | ---------- |
| 1.   | Alberto Hevia         | Francisco Álvarez | Škoda Fabia S2000       | 1:39:23.8 | 0.0        |
| 2.   | José Antonio Iglesias | Jacobo Nuñez      | Mitsubishi Lancer Evo X | 1:40:46.8 | +1:23.0    |
| 3.   | Miguel Ángel Fuster   | Ignacio Aviño     | Porsche 911 GT3         | 1:41:32.9 | +2:09.1    |
| 4.   | Iván Ares             | José Pintor       | Porsche 997 GT3         | 1:42:18.9 | +2:55.1    |
| 5.   | Alejandro Pais        | Santiago Pais     | Mitsubishi Lancer Evo X | 1:42:29.1 | +3:05.3    |
| 6.   | Joan Vinyes           | Jordi Mercader    | Suzuki Swift S1600      | 1:43:44.4 | +4:20.6    |
| 7.   | Luis Vilariño         | Ramón López       | Mitsubishi Lancer Evo X | 1:45:56.8 | +6:33.0    |
| 8.   | Daniel Marbán         | Víctor Ferrero    | Mitsubishi Lancer Evo X | 1:49:26.6 | +10:02.8   |
| 9.   | Marcos Rodríguez      | Javier Soto       | Suzuki Swift Sport      | 1:51:51.0 | +12:27.2   |
| 10.  | Pablo Pazó            | José Ramón Seoane | Suzuki Swift Sport      | 1:51:56.1 | +12:32.3   |